# Death Bed (singolo)
Death Bed (successivamente reintitolato Death Bed (Coffee for Your Head)) è un singolo del rapper canadese Powfu, pubblicato l'8 febbraio 2020 come primo estratto dal quinto EP Poems of the Past.
Prima della sua pubblicazione ufficiale, il brano era già disponibile su SoundCloud a partire dal 2019.

## Descrizione
Il brano è basato su un sample della canzone Coffee della cantante britannica Beabadoobee, che è accreditata come artista ospite.

## Video musicale
Il video è stato reso disponibile il 1º aprile 2020.

## Tracce
Testi e musiche di Beatrice Laus, Isaiah Faber e Oscar Lang.
Download digitale
1. Death Bed (feat. Beabadoobee) – 2:53

Download digitale – Tony Aux Remix
1. Death Bed (Tony Aux Remix) – 2:21

## Formazione
- Powfu – voce, mastering, missaggio, registrazione
- Beabadoobee – voce aggiuntiva
- Otterpop – produzione, registrazione

## Successo commerciale
Grazie a 10,1 milioni di riproduzioni in streaming, 2,1 milioni di ascoltatori radiofonici e 2 000 copie digitali, Death Bed ha fatto il proprio ingresso al 71º posto nella Billboard Hot 100. Nella classifica dei singoli britannica, invece, il brano ha esordito al numero 82 nella pubblicazione del 27 febbraio 2020. Nella sua settima settimana di permanenza in classifica, si è spinto fino alla 14ª posizione grazie a 22 328 unità di vendita. La settimana seguente ha raggiunto l'8º posto dopo aver venduto 31 342 unità, diventando la prima top ten di entrambi gli interpreti nella Official Singles Chart. Tre settimane dopo è salito fino alla 5ª posizione con 35 829 vendite.

## Classifiche

### Classifiche settimanali
| Classifica (2020) | Posizione massima |
| ----------------- | ----------------- |
| Argentina         | 61                |
| Australia         | 5                 |
| Austria           | 11                |
| Belgio (Fiandre)  | 7                 |
| Belgio (Vallonia) | 29                |
| Canada            | 11                |
| Costa Rica        | 12                |
| Croazia           | 30                |
| Danimarca         | 10                |
| Estonia           | 9                 |
| Finlandia         | 9                 |
| Francia           | 19                |
| Germania          | 18                |
| Grecia            | 15                |
| Irlanda           | 7                 |
| Islanda           | 26                |
| Italia            | 6                 |
| Lettonia          | 9                 |
| Lituania          | 8                 |
| Malaysia          | 1                 |
| Norvegia          | 14                |
| Nuova Zelanda     | 5                 |
| Paesi Bassi       | 11                |
| Perù              | 194               |
| Polonia           | 4                 |
| Portogallo        | 7                 |
| Regno Unito       | 4                 |
| Repubblica Ceca   | 7                 |
| Romania           | 54                |
| Singapore         | 1                 |
| Slovacchia        | 12                |
| Slovenia          | 23                |
| Spagna            | 38                |
| Stati Uniti       | 23                |
| Svezia            | 15                |
| Svizzera          | 13                |
| Ungheria          | 13                |

### Classifiche di fine anno
| Classifica (2020) | Posizione |
| ----------------- | --------- |
| Australia         | 20        |
| Austria           | 52        |
| Belgio (Fiandre)  | 51        |
| Belgio (Vallonia) | 53        |
| Canada            | 28        |
| Danimarca         | 57        |
| Francia           | 55        |
| Germania          | 68        |
| Irlanda           | 43        |
| Italia            | 46        |
| Norvegia          | 39        |
| Nuova Zelanda     | 21        |
| Paesi Bassi       | 60        |
| Polonia           | 60        |
| Portogallo        | 29        |
| Regno Unito       | 21        |
| Stati Uniti       | 43        |
| Svezia            | 38        |
| Svizzera          | 27        |
| Ungheria          | 52        |